# Tosefta
Die Tosefta (aramäisch תוספתא), „Hinzufügen“, „Ergänzen“, ist ein Sammelwerk  mündlicher Überlieferungen und Traditionen des Judentums aus rabbinischer Zeit (ursprünglich der halachischen Zeit). Sie stellt in vielen Fällen eine Ergänzung der Mischna, der Hauptsammlung, dar und entstand neben bzw. kurz nach dieser. Später wurde sie auch Gegenstand der Baraita.
Das Substantiv tosefta stammt vom Verb jasaf / יסף (Kausativstamm „hinzufügen, ergänzen“) und bedeutet so viel wie Ergänzung, Hinzufügung.

## Verfasser
Als eigentlichen Verfasser bezeichnet Scherira Gaon (ISG L. 34) R. Chija bar Abba I., einen Freund und Schüler Rabbis (Jehuda ha-Nasi). Dieselbe Meinung vertreten Raschi (bBM 85b) und Maimonides (im Vorwort zu Mischne Tora und Qāfiḥ 33 f).

## Aufbau
Die Tosefta entspricht im Aufbau den sechs Ordnungen der Mischna. Nur die Traktate Avot, Tamid, Middot und Qinnim haben keine Entsprechung und der Traktat Kelim ist in drei „Pforten“ unterteilt. Die Mischna führt in der rabbinischen Interpretation die Wirkungskraft der mündlichen Tora weiter. So sei sie gemeinsam mit der schriftlichen Tora Mose am Berg Sinai übermittelt und von ihm zunächst nur mündlich weitergegeben worden.
Im Umfang ist die Tosefta etwa sechzig Prozent umfangreicher als die Mischna. Die Mischna ist die primäre und kanonische Sammlung jüdischer Gesetze, die in prägnanter Form die Grundlagen der rabbinischen Halacha legt. Die Tosefta hingegen erweitert und vertieft diese Gesetze, indem sie zusätzliche Überlieferungen und Erklärungen zu den gleichen Themen bietet und so als ergänzende Quelle zur Mischna dient. Die Tosefta folgt weitgehend der Struktur der Mischna, indem sie auch in die gleichen sechs Ordnungen und Traktate unterteilt ist. Allerdings ist sie umfangreicher und enthält mehr Details und zusätzliche Aussagen, die in der Mischna nicht zu finden sind. Der wichtigste Unterschied ist, dass die Tosefta oft als „Ergänzung“ zur Mischna gesehen wird, da sie viele der in der Mischna enthaltenen Themen vertieft und zusätzliche Diskussionen oder Überlieferungen hinzufügt, die in der Mischna entweder fehlen oder anders formuliert sind. Das führt zu einer unterschiedlichen Präsentation des Materials.
In der Mischna werden die rechtlichen Aussagen in einer sehr prägnanten, oft sogar kryptischen Weise präsentiert, was Raum für verschiedene Interpretationen und Diskussionen lässt. Die Tosefta hingegen enthält häufig detailliertere rabbinische Erklärungen und stellt zusätzliche Berichte oder Meinungen dar, die die Diskussion in der Mischna erweitern. Sie hat dabei manchmal einen eher narrativen oder erklärenden Charakter.

## Handschriften
- Handschrift Erfurt (älteste Handschrift, unvollständig, nur die ersten vier Ordnungen, 222 Blatt aus dem 12. Jahrhundert)
- Handschrift Wien im Katalog Schwarz Nr. 46 (einzige fast vollständige Handschrift, es fehlen nur wenige Blätter)
- Handschrift London (nur Seder Mo'ed und Traktat Chullin)

## Textausgaben
- Erstdruck: Venedig 1521f.
- Mose Samuel Zuckermandel: Tosefta, Mischna und Boraitha (kritische Tosefta-Ausgabe), Pasewalk 1880; Nachdrucke Jerusalem 1937 und 1970.
- ders., Supplement mit Übersicht, Register und Glossar, Trier 1882.
- Saul Lieberman: Tosefet Rishonim, 4 Bände, Jerusalem 1937–1939 [Sammlung von Textzeugen mittelalterlicher Autoren, der wegen der schlechten handschriftlichen Überlieferung der Tosefta eine besondere Bedeutung zukommt].
- Saul Lieberman: The Tosefta, according to cod. Vienna, with variants from cod. Erfurt, Genizah mss and ed. princeps (Venice 1521). New York 1955–1973 (4 Bände) / Tosefta Ki-Fshutah. A Comprehensive Commentary on the Tosefta, 8 Bände und Ergänzungsband zu Moed, New York 1955–1973 (hebräisch) [der bis heute wichtigste Tosefta-Kommentar].
- Jacob Neusner: The Tosefta. Translated from the Hebrew, 6 Bände, New York 1977–1981.
- Karl Heinrich Rengstorf (Hrsg.): Rabbinische Texte. Erste Reihe: Die Tosefta. Stuttgart 1953ff.